# Ian Donald
Ian Donald (* 27. Dezember 1910 in Cornwall, England; † 19. Juni 1987) war ein britischer Gynäkologe. Er unterrichtete an der University of Glasgow und war von 1954 bis 1976 Regius Professor of Obstetrics and Gynaecology.

## Leben
1958 legte er die Grundlage pränataler Diagnostik mit der erstmaligen sonographischen Darstellung eines ungeborenen Kindes. Diese Anwendung entwickelte er mit seinen Kollegen am Glasgow Royal Maternity Hospital (GRMH) in Glasgow. Die Ergebnisse wurden am 7. Juni 1958 in The Lancet unter dem Titel Investigation of Abdominal Masses by Pulsed Ultrasound veröffentlicht.